# Michal Sýkora
Michal Sýkora (* 5. července 1973 Pardubice) je bývalý český hokejový obránce, který nastupoval v české extralize za mateřské Pardubice a za Spartu. Působil rovněž v NHL a je dvojnásobným mistrem světa.

## Reprezentace
Urostlý obránce byl v roce 1991 nominován na mistrovství Evropy hráčů do 18 let, které se konalo v Československu a domácí mladíci vybojovali zlaté medaile. V seniorské reprezentaci se na velkém turnaji poprvé objevil v roce 1996, kdy byl opět součástí zlatého výběru na světovém šampionátu v Rakousku. V létě pak byl i u blamáže na Světovém poháru. V roce 2000 se stal podruhé mistrem světa na šampionátu v Rusku. Jeho posledními velkými mezinárodními akcemi byly v roce 2002 Olympijské hry v Salt Lake City, kam byl nominován jako jediný obránce z české extraligy, a na jaře mistrovství světa ve Švédsku. Reprezentace byla vyřazena na obou turnajích ve čtvrtfinále Ruskem.
V letech 1996 a 2000 jej direktoriát turnaje umístil do All Star týmu mistrovství světa. V dresu národního celku se naposledy objevil 7. září 2003 na ČP Cupu v utkání proti Finsku. Celkově odehrál 69 utkání a nastřílel 9 branek.
| Rok                       | Tým                       | Soutěž                    | Z  | G | A | B  | TM |
| ------------------------- | ------------------------- | ------------------------- | -- | - | - | -- | -- |
| 1991                      | Československo 18         | ME-18                     | 5  | 0 | 0 | 0  | 0  |
| 1996                      | Česko                     | MS                        | 8  | 0 | 1 | 1  | 6  |
| 1996                      | Česko                     | SP                        | 2  | 0 | 0 | 0  | 2  |
| 2000                      | Česko                     | MS                        | 9  | 5 | 3 | 8  | 16 |
| 2002                      | Česko                     | OH                        | 4  | 0 | 0 | 0  | 0  |
| 2002                      | Česko                     | MS                        | 7  | 1 | 2 | 3  | 12 |
| Seniorská kariéra celkově | Seniorská kariéra celkově | Seniorská kariéra celkově | 28 | 6 | 6 | 12 | 36 |

## Klubová kariéra
Sýkora debutoval v nejvyšší soutěži v sezoně 1990/91, kdy nastoupil ve dvou utkáních za Pardubice. V letech 1991–93 hrál kanadskou juniorskou Western Hockey League za Tacoma Rockets, v sezoně 1992/93 byl zvolen do All Star týmu soutěže. V roce 1993 vstoupil do organizace klubu NHL San Jose Sharks, který jej rok předtím draftoval. Za Sharks či jejich farmářské mužstvo v IHL Kansas City Blades nastupoval do sezony 1996/97, kdy byl vyměněn do Chicago Blackhawks. Sezonu 1998/99 začal v celku Tampa Bay Lightning, kde se neprosadil do sestavy a tak ještě v probíhajícím ročníku ohlásil návrat do české extraligy v dresu pražské Sparty. V sezoně 1999/2000 slavil se Spartou titul mistra republiky. Do NHL se vrátil ještě v sezoně 2000/01, ve které hájil barvy Philadelphia Flyers. Od sezony 2001/02 oblékal dres Pardubic, ve kterém na začátku sezony 2004/05 ukončil kariéru.

## Klubová statistika
- Debut v NHL – 6. října 1993 (Edmonton Oilers – San Jose Sharks)
- První bod v NHL – 21. října 1993 (St. Louis Blues – San Jose Sharks)
- První gól v NHL – 23. října 1993 (San Jose Sharks – Vancouver Canucks)

| Sezóna       | Klub                         | Soutěž       |     | Základní část | Základní část | Základní část | Základní část | Základní část |    | Play off | Play off | Play off | Play off | Play off |
| Sezóna       | Klub                         | Soutěž       | Z   | G             | A             | B             | TM            | Z             | G  | A        | B        | TM       |          |          |
| 1990–91      | TJ Tesla Pardubice           | ČSHL-dor.    | 40  | 17            | 26            | 43            | 45            | —             | —  | —        | —        | —        |          |          |
| 1990–91      | TJ Tesla Pardubice           | ČSHL         | 2   | 0             | 0             | 0             | 0             | —             | —  | —        | —        | —        |          |          |
| 1991–92      | Tacoma Rockets               | WHL          | 61  | 13            | 23            | 36            | 66            | 4             | 0  | 2        | 2        | 2        |          |          |
| 1992–93      | Tacoma Rockets               | WHL          | 70  | 23            | 50            | 73            | 73            | 7             | 4  | 8        | 12       | 2        |          |          |
| 1993–94      | Kansas City Blades           | IHL          | 47  | 5             | 11            | 16            | 30            | —             | —  | —        | —        | —        |          |          |
| 1993–94      | San Jose Sharks              | NHL          | 22  | 1             | 4             | 5             | 14            | —             | —  | —        | —        | —        |          |          |
| 1994–95      | Kansas City Blades           | IHL          | 36  | 1             | 10            | 11            | 30            | —             | —  | —        | —        | —        |          |          |
| 1994–95      | San Jose Sharks              | NHL          | 16  | 0             | 4             | 4             | 10            | —             | —  | —        | —        | —        |          |          |
| 1995–96      | San Jose Sharks              | NHL          | 79  | 4             | 16            | 20            | 54            | —             | —  | —        | —        | —        |          |          |
| 1996–97      | San Jose Sharks              | NHL          | 35  | 2             | 5             | 7             | 59            | —             | —  | —        | —        | —        |          |          |
| 1996–97      | Chicago Blackhawks           | NHL          | 28  | 1             | 9             | 10            | 10            | 1             | 0  | 0        | 0        | 0        |          |          |
| 1997–98      | Indianapolis Ice             | IHL          | 6   | 0             | 0             | 0             | 4             | —             | —  | —        | —        | —        |          |          |
| 1997–98      | HC IPB Pojišťovna Pardubice  | ČHL          | 1   | 0             | 1             | 1             | 2             | —             | —  | —        | —        | —        |          |          |
| 1997–98      | Chicago Blackhawks           | NHL          | 28  | 1             | 3             | 4             | 12            | —             | —  | —        | —        | —        |          |          |
| 1998–99      | HC Sparta Praha              | ČHL          | 26  | 4             | 9             | 13            | 38            | 8             | 2  | 0        | 2        | 0        |          |          |
| 1998–99      | Tampa Bay Lightning          | NHL          | 10  | 1             | 2             | 3             | 0             | —             | —  | —        | —        | —        |          |          |
| 1999–00      | HC Sparta Praha              | ČHL          | 48  | 11            | 14            | 25            | 89            | 9             | 5  | 3        | 8        | 8        |          |          |
| 2000–01      | Philadelphia Flyers          | NHL          | 49  | 5             | 11            | 16            | 26            | 6             | 0  | 1        | 1        | 0        |          |          |
| 2001–02      | HC IPB Pojišťovna Pardubice  | ČHL          | 49  | 7             | 11            | 18            | 111           | 6             | 2  | 2        | 4        | 26       |          |          |
| 2002–03      | HC ČSOB Pojišťovna Pardubice | ČHL          | 45  | 6             | 17            | 23            | 58            | 8             | 4  | 5        | 9        | 6        |          |          |
| 2003–04      | HC Moeller Pardubice         | ČHL          | 45  | 11            | 14            | 25            | 26            | 7             | 1  | 3        | 4        | 8        |          |          |
| 2004–05      | HC Moeller Pardubice         | ČHL          | 2   | 0             | 1             | 1             | 2             | —             | —  | —        | —        | —        |          |          |
| Celkem v NHL | Celkem v NHL                 | Celkem v NHL | 267 | 15            | 54            | 69            | 185           | 7             | 0  | 1        | 1        | 0        |          |          |
| Celkem v ČHL | Celkem v ČHL                 | Celkem v ČHL | 214 | 40            | 66            | 106           | 320           | 38            | 14 | 13       | 27       | 60       |          |          |